# Jan Faber (1917-2001)
Jan Faber (Schipluiden, 21 september 1917 – Rijswijk, 26 januari 2001) was een Nederlandse verzetsstrijder tijdens de Tweede Wereldoorlog. Hij werd in de nacht van 10 op 11 april 1944 samen met de agent Herman Leus (1917-1945), in de omgeving van Rijsbergen, boven Noord-Brabant geparachuteerd. Hij werkte in de functie van organisator en  radiotelegrafist/codist voor het Bureau Inlichtingen (BI). Het BI werkte nauw samen met de Engelse Secret Intelligence Service (SIS). Na de arrestatie van Harm Steen nam Faber de leiding bij de Zendgroep BI-Radiodienst over. De radiotelegrafisten van de zendgroep verzorgden het radiocontact tussen de Raad van Verzet (RVV) en het BI en de Nederlandse regering in Londen.

## Terug naar Nederland
Faber werd samen met Herman Leus (1917-1945) in de vroege morgen van 11 april 1944 boven bezet gebied, in de omgeving van Rijsbergen, boven Noord-Brabant geparachuteerd. Agent Faber volgde Steen (1916-1944) op als leider van de Zendgroep BI-Radiodienst. De zendgroep bestond uit radiotelegrafisten die door het BI in Londen boven bezet Nederland waren geparachuteerd. De taak van de radiotelegrafisten was om het radiocontact te verzorgen tussen de Raad van Verzet (RVV), de daarmee samenwerkende verzetsorganisaties, en het BI en de Nederlandse regering in Londen. De leden van de zendgroep werden ondersteund door marconisten van de Radiodienst van de Raad van Verzet.

## Plaats van tewerkstelling
Het eerste aanloopadres dat de agenten na hun landing bezochten was bij de 'Spartanen' in Princenhage. Het aanloopadres was de rijwiel- en motorfietsenhandel van Gebroeders (Henk, Rinus en Wim) van Nunen. Het bedrijf was herkenbaar aan een uithangbord dat aan de voorpui hing. Het was een reclamebord van het merk 'Sparta'.  Zowel de schuilnaam van de contactpersoon als het wachtwoord om bij de familie binnen te kunnen komen was; de 'Spartanen'. Bij de 'Spartanen' werden Faber en Leus door hun collega’s Josephus Adriaansen (1919-1944) en Jacobus Eugène van Loon (1919) opgevangen. Na aankomst bij de "Spartanen" gingen Faber en Leus in  Noord-Brabant aan het werk. Door het wegvallen van de Zendgroep Barbara en de arrestatie van Steen moest Faber met spoed de capaciteit van de Zendgroep BI-Radiodienst uitbouwen. Hij trof maatregelen om de zendgroep door marconisten van de Radiodienst van de Raad van Verzet te laten ondersteunen. 
Kort na zijn aankomst zocht hij contact met Andreas Wilhelmus Maria Ausems (1904-1955). Ausems had na de arrestatie van Steen tijdelijk de leiding bij de zendgroep waargenomen. Ausems had de status van een regeringsvertegenwoordiger. Hij was door de Nederlandse regering in Londen naar bezet Nederland gezonden om zich met de zogenaamde “Negentien punten van Gerbrandy” tot de leiders van de verzetsgroepen te wenden. In deze “Negentien punten van Gerbrandy” hadden minister-president Gerbrandy en zijn ministers beschreven hoe het Nederlands verzet diende te worden gecoördineerd en samengebundeld. De “Negentien punten van Gerbrandy” waren de basis voor de oprichting van de Binnenlandse Strijdkrachten waarin in een later stadium van de oorlog de verzetsorganisaties; de Ordedienst (OD), de RVV en de Landelijke Knokploegen (LKP) werden geïntegreerd. Het document was op microfoto’s vastgelegd. Ausems was door de Sicherheitsdienst (SD) aangehouden en verhoord. Daarna had Ausems besloten om uit veiligheidsoverwegingen de microfoto’s te verbranden. Ausems had door Adriaansen aan het BI in Londen een bericht laten versturen waarin de toedracht van zijn aanhouding stond vermeld. Evenzo had hij het BI laten weten dat hij de microfoto’s had verbrand. Vandaar dat Faber van het BI in Londen een nieuwe versie van de “Negentien punten van Gerbrandy” mee had gekregen.
Na het contact met Ausems reisde Faber naar Amsterdam om contact te leggen met de leiding van de RVV. Het zat Faber niet mee om zijn contactpersoon van de RVV in Amsterdam te vinden. Toen Faber in Amsterdam aankwam bleek zijn contactpersoon als gevolg van een razzia te zijn ondergedoken. Faber kon hem niet op het spoor komen. Het duurde tot medio juni 1944 voor Faber het contact had gelegd. In de tussentijd zorgde Faber voor de verspreiding van de “Negentien punten”. Tijdens de radiocontacten met het BI maakte hij gebruik van de codenaam; Frank en Frans Meier. Tijdens zijn contacten in "het veld" gebruikte hij de schuilnaam; J.H. van der Vaart.
Om de zendgroep te ondersteunen werd de agent Jan de Bloois (1916-1944) in de nacht van 7 op 8 mei 1944, in de omgeving van Rijsbergen, boven Noord-Brabant geparachuteerd. Na zijn landing werd De Bloois door Sjef Adriaansen en Jacques van Loon in Princenhage op het onderduikadres bij de "Spartanen" opgevangen. De Bloois had vier radiosets en de bijbehorende zendplannen uit Londen meegekregen. De radiosets waren bij de landing onherstelbaar beschadigd. Met de komst van Jan de Bloois was de Zendgroep BI-Radiodienst compleet. Vanaf dat moment werd het aanloopadres bij de "Spartanen" in Princenhage niet meer gebruikt. Onder de leiding van Faber en in samenwerking met de vier agenten; Adriaansen, Van Loon, Leus en De Bloois groeide de zendgroep uit tot een even hechte groep als de Zendgroep Barbara dat onder Garrelt van Borssum Buisman was geweest. Het werkterrein van de zendgroep strekte zich uit in een gebied tussen Breda, Bergen op Zoom en Rotterdam.
De radiozender van Adriaansen werd op 14 juli 1944 in Hoeven uitgepeild. Adriaansen werd op 5 september 1944 op de Fusilladeplaats in Kamp Vught gefusilleerd. Na de arrestatie van Adriaansen volgde in Princenhage een inval in de molen van de molenaar Frans van der Reijt. Ook bij de "Spartanen" viel de SD binnen. Van der Reijt probeerde te vluchten. Op de vlucht werd hij door de SD in zijn been geschoten. Na zijn arrestatie werd hij naar Sachsenhausen afgevoerd. Op 6 januari 1945 kwam hij in het concentratiekamp te overlijden. De "Spartanen" zagen kans om te vluchten. Van Loon bevond zich op zijn onderduikadres bij de plaatselijke kruidenier. Toen hij van de arrestaties hoorde dook hij bij kennissen in Bergen op Zoom onder. Na de arrestatie van Adriaansen verlegde Leus zijn werkterrein via Bergen op Zoom, Langbroek naar Ermelo. Hij werd op 17 december 1944 in Ermelo gearresteerd. Op 8 maart 1945 werd hij bij de “Woeste Hoeve” in de gemeente Apeldoorn gefusilleerd in de represaillegolf voor de aanslag op Hanns Rauter die daar had plaatsgevonden. De Bloois verlegde zijn werkterrein via Bergen op Zoom naar Langbroek en Nederlangbroek. Bij een huiszoeking in Nederlangbroek, op 31 december 1944, sloeg De Bloois op de vlucht. Hij werd door de SD op de vlucht neergeschoten. Faber verlegde vervolgens zijn werkterrein naar de provincies Noord- en Zuid-Holland en Utrecht. Na beëindiging van zijn opdracht meldde hij zich na de bevrijding van Nederland bij het BI in Eindhoven terug.

## Onderscheidingen

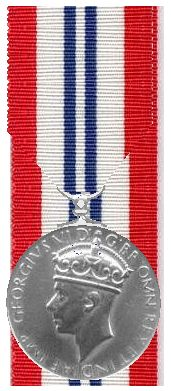
King's Medal For Courage in the Cause of Freedom (GB)
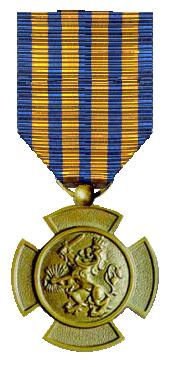
Bronzen Leeuw

- De Bronzen Leeuw, KB nr.24 van 14 december 1949.
- King's Medal For Courage in the Cause of Freedom (GB), Britse Koninklijke Goedkeuring 23 Oktober 1948, Second Lieutenant